# Mogoditshane
Mogoditshane è un villaggio del Botswana situato nel distretto di Kweneng, sottodistretto di Kweneng East. Il villaggio, secondo il censimento del 2011, conta 58.079 abitanti.

## Località
Nel territorio del villaggio sono presenti le seguenti 7 località:
- Asphalt Camp,
- Gaborone Quarry,
- Khudiring di 86 abitanti,
- LTA Construction,
- Mogoditshane Lands di 466 abitanti,
- Murry and Roberts Camp,
- Thoraboroko Camp di 1 abitante